# Reino da Galícia-Volínia
O Principado da Galícia-Volínia[a], Reino dos Rus' ou Reino da Rússia (em russo antigo: Галицко-Волинскоє Королѣвство; em latim: Regnum Galiciae et Lodomeriae, Regnum Russiae), conhecido também como Czarado de Rus', foi um Estado ruteno que se localizava nas regiões europeias de Galícia e Volínia, formado depois da conquista da Galícia pelo príncipe da Volínia, Romano, o Grande, com a ajuda de Lesco, o Branco. Romano uniu os principados da Galícia e Volínia numa união que durou 150 anos, entre 1199 e 1349. Juntamente com a República da Novogárdia e Principado de Vladimir-Susdália, foi um dos três Estados mais importantes que emergiram das ruínas da Rússia de KIev.
Depois da enorme destruição provocada pela invasão mongol da Rússia em 1239-1241, o rei dos rus', Daniel da Galícia, foi forçado a aceitar a submissão a Batu Cã da Horda Dourada em 1246. Ele lutou, porém, para libertar seu reino do jugo mongol ao tentar, sem sucesso, firmar alianças militares com outros monarcas europeus. A conquista polonesa do reino em 1349 encerrou a vassalagem à Horda Dourada.
A Galícia-Volínia ocidental se estendia por toda a região entre os rios San e Wieprz, no que é hoje o sudoeste da Polônia, enquanto que os territórios orientais abrangiam os pântanos de Pripet (atualmente na Bielorrússia e o norte do Bug Meridional, na Ucrânia. Naquela época, o reino fazia fronteira com os rus' negros, o Grão-Ducado da Lituânia, o Principado de Turóvia-Pinsco, o Principado de Quieve, a Horda Dourada, o Reino da Hungria, o Reino da Polônia, o Principado da Moldávia e o Estado Monástico dos Cavaleiros Teutônicos.

## História

### Área tribal
No período pré-romano, a região era populada por diversas tribos, incluindo os lugii, godos e vândalos (que podem corresponder às culturas materiais de Przeworsk e de Puchov). Depois da queda do Império Romano, os eslavos ocidentais, identificados com um grupo chamado de "lendianos", ocuparam a região. Por volta de 833, os eslavos ocidentais passaram a fazer parte do Estado da Grande Morávia e, quando os magiares invadiram o coração da região em 899, os lendianos tornaram-se súditos do Reino da Hungria. A região era também habitada pelos croatas da Croácia Branca, que tinha sua capital em Stilsko. Em 955, o domínio croata parece ter sido parte do Reino da Boêmia. Por volta de 970, a região passou a ser controlada pelo Reino da Polônia. A região foi mencionada novamente em 981 por Nestor, o Cronista, quando Vladimir, o Grande, da Rússia de Kiev tomou-a quando marchava para a Polônia. Ele fundou a cidade de Vladimir (Volynski) e, posteriormente, cristianizou a população. Em 1018, a Polônia reconquistou a região, mas perdeu-a novamente à Rússia de Kiev em 1031.
A região já contava com habitantes eslavos orientais desde a antiguidade tardia e, a partir do século XII, o Principado da Galícia, governado pelos ruríquidas, foi formado pelos descendentes de Vladimir. Ele se fundiu no final do século XII com o vizinho Principado de Volínia para dar origem ao Principado de Galícia-Volínia, que perdurou por 150 anos.

### Ascensão e apogeu

Brasão da Galícia

Brasão de Peremyshl

Brasão da Volínia

Brasão de Belz

Volínia e Galícia formavam originalmente dois principados ruríquidas distintos, governados pelos membros mais jovens da casa reinante kievana num sistema rotativo. A linhagem de Romano, o Grande, detinha o controle de Volínia enquanto que a de Jaroslau Osmomisla governava a Galícia. A fusão se deu depois da morte sem um herdeiro reconhecido pela linha paterna do último príncipe da Galícia, Vladimir II Iaroslaviche em 1198 ou 1199. O príncipe Romano da Volínia conquistou o Estado vizinho e reuniu as duas coroas sob um único monarca e seus sucessores chamavam o Estado principalmente de Aliche (Galícia). No tempo de Romano, as principais cidades do reino eram Aliche e Vladimir na Volínia (moderna Volodimíria da Volínia). Romano foi muito ativo na política externa: ele conquistou Kiev em 1204, aliou-se à Polônia, assinou a paz com a Hungria e iniciou as relações diplomáticas com o Império Bizantino. no auge de seu reinado, ele foi, por um breve período, o mais poderoso dos príncipes rus'.
Em 1205, Romano traiu seus aliados poloneses, o que levou a um conflito com Lesco, o Branco, e Conrado da Mazóvia. Ele morreu em combate na Batalha de Zawichost (1205) e seus domínios mergulharam num período caótico marcado por muitas revoltas. Enfraquecida, a Galícia-Volínia se tornou uma arena para a rivalidade entre húngaros e poloneses. O rei André II da Hungria se autoproclamou rex Galiciæ et Lodomeriæ, latim para "rei da Galícia e Vladimir [na Volínia]", um título que posteriormente foi adotado pelo Império Habsburgo. Num acordo de compromisso feito em 1214 entre as duas potências, o trono da Galícia-Volínia foi entregue ao filho de André, Colomano da Lodoméria (outro nome da Volínia), que se casou com a filha de Lesco, Salomé (Salomea).
Em 1221, Mistislau Mistislaviche, filho de Mistislau Rostislaviche, libertou a Galícia-Volínia dos húngaros, mas foi Daniel da Galícia,[b] filho de Romano, que reuniu todos os rus' do sudoeste, incluindo Volínia, Galícia e a antiga capital rus', Kiev, que ele capturou em 1239. Daniel derrotou os poloneses e húngaros na Batalha de Jaroslávia e aniquilou o aliado deles, Rostislau III da Novogárdia, filho do príncipe de Czernicóvia em 1245. Ele também reforçou suas relações com Batu Cã ao viajar até a capital mongol, Sarai e reconhecer, ao menos nominalmente, a supremacia da Horda Dourada. Depois do encontro, Daniel reorganizou seu exército à moda mongol, equipando-o com armas do poderoso vizinho, embora ele próprio continuasse a usar os trajes tradicionais de um príncipe dos rus'. A aliança era meramente tática, pois seu objetivo de longo prazo era a montagem de uma estratégia de resistência contra os mongóis.
Em 1245, o papa Inocêncio IV permitiu que Daniel fosse coroado rei, mas ele queria mais do que reconhecimento, comentando de forma amarga que esperava um exército ao receber a coroa. Embora Daniel tenha prometido promover o reconhecimento do papa em seu país, a Galícia-Volínia continuou eclesiasticamente independente da sé de Roma. Daniel era o único membro da dinastia ruríquida a ser coroado rei, numa cerimônia presidida por um arcebispo e legado papal em Dorohychyn (1253), tornando-se o primeiro "rei de todos os rus'" (Rex Russiae; r. 1253–1264). Em 1256, Daniel conseguiu expulsar os mongóis da Volínia e, no ano seguinte, impediu-os de capturar as cidades de Lutsk e Vladimir. Porém, com a aproximação de um enorme exército comandado pelo general mongol Boroldai em 1260, Daniel foi forçado a aceitar novamente a autoridade mongol e a arrasar as fortificações que havia construído contra eles.
Sob o comando de Daniel, a Galícia-Volínia foi um dos mais poderosos Estados da Europa Central. A literatura floresceu, produzindo a Crônica galícia-volíniana. O crescimento populacional foi incrementado pela imigração vinda do oeste e do sul, incluindo germânicos e armênios. O comércio se desenvolveu por causa das rotas comerciais que ligavam o Mar Negro à Polônia, às regiões da moderna Alemanha e ao Mar Báltico. As cidades mais importantes, que serviam como centros econômicos e culturais, eram Lvov (para onde se mudaria a corte real no reinado do filho de Daniel), Vladimir na Volínia, Galich, Kholm (a capital de Daniel), Peremyshl, Drohiczyn e Terebovlya. A Galícia-Volínia era importante o suficiente para que, em 1252, Daniel conseguisse casar seu filho, Romano, com Gertrude da Áustria, herdeira do Ducado da Áustria, na vã esperança de conseguir absorvê-lo aos domínios da família. Outro filho dele, Shvarn, casou-se com uma filha de Mindaugas, o primeiro rei da Lituânia, e governou brevemente ali entre 1267-1269. No auge de sua expansão, a Galícia-Volínia abrangia não apenas as terras dos rus' do sudoeste, incluindo a dos rus' vermelhos e rus' negros, mas também controlou por um curto período os brodnici, na costa do Mar Negro.
Depois da morte de Daniel, em 1264, ele foi sucedido por seu filho, Leão (Lev). Ele mudou a capital para Lviv em 1272 e, por um tempo, conseguiu manter o intacto o poder da Galícia-Volínia. Junto com seus aliados mongóis, ele invadiu a Polônia. Porém, embora suas tropas tenham saqueado o território inimigo para o oeste até Racibórz, conseguindo muitos prisioneiros e espólio, a campanha não resultou em ganhos territoriais. Ele também tentou, sem sucesso, consolidar o domínio da família sobre a Lituânia, mandando matar o antigo monarca lituano Vaišvilkas logo depois que seu irmão, Shvarn, ascendeu ao trono em 1267. Depois que ele perdeu o trono em 1269, Leão declarou guerra e, entre 1274 e 1276, combateu o novo monarca lituano, Traidenis, mas acabou sendo derrotado e a Lituânia anexou o território da Rutênia Negra com sua capital, Navahrudak. Em 1279, Leão aliou-se com o rei Venceslau II da Boêmia e invadiu a Polônia, mas fracassou em sua tentativa de capturar Cracóvia no ano seguinte. Naquele mesmo ano, Leão derrotou a Hungria e anexou parte da Rutênia Cárpata ("Transcarpácia"), incluindo a cidade de Mukachevo. Em 1292, Leão derrotou a Polônia e anexou Lublin e suas redondezas à Galícia-Volínia.

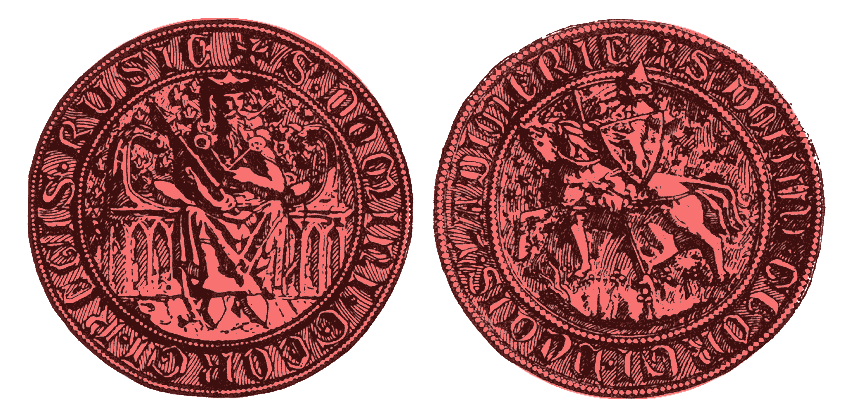
Selo real de Jorge I de Galícia (r. 1301–1308) "S[igillum] Domini Georgi Regis Rusie", "S[igillum] Domini Georgi Ducis Ladimerie".

### Declínio e queda
Depois da morte de Leão, em 1301, iniciou-se o lento declínio da Galícia-Volínia. Ele foi sucedido por seu filho, Jorge I (Yuri), que governou por apenas sete anos. Embora ele tenha reinado num período majoritariamente pacífico e de grande crescimento econômico, Jorge perdeu Lublin para os poloneses (1302) e a Transcarpácia para os húngaros. De 1308 até 1323, o reino foi governado em conjunto pelos dois filhos de Jorge, André e Leão II, que se autoproclamaram reis da Galícia e Volínia. Os irmãos firmaram alianças com o rei Vladislau I, o Baixo, da Polônia, e com os Cavaleiros Teutônicos contra os lituanos e mongóis. Mas o reino ainda era tributário dos mongóis e foi forçado a se juntar às expedições militares de Usbeque Cã e seu sucessor, Jani Begue. Os dois morreram juntos em 1323, em combate, lutando contra os mongóis e não deixaram herdeiros, extinguindo a dinastia ruríquida na Galícia-Volínia.
A Volínia passou para o príncipe lituano Liubartas, enquanto que os boiardos locais tomaram a Galícia. Eles convidaram o príncipe polonês, Boleslau Jorge II, um neto de Jorge I, para assumir o trono. Ele se converteu à Ortodoxia e assumiu o nome de Jorge II. Mesmo assim, temendo que ele ainda mantivesse simpatias católicas, os boiardos o envenenaram em 1340 e elegeram um dos seus, Demétrio Detko, para liderar a Galícia. No inverno de 1341, tártaros, rutenos liderados por Detko e lituanos liderados por Liubartas conseguiram derrotar os poloneses, mas não tiveram tanta sorte no verão do mesmo ano. No fim da campanha, Detko foi obrigado a aceitar a suserania polonesa. Depois da morte de Detko, o rei polonês, Casimiro III invadiu novamente, conquistando e anexando a Galícia em 1349. A Galícia-Volínia deixou de existir como Estado independente.

### Fim
Entre 1340 e 1392, a guerra civil na região passou a ser uma disputa de poder entre Lituânia, Polônia e Hungria. O primeiro estágio do conflito assistiu à assinatura, em 1344, de um tratado que passou o Principado de Peremyshl para a Coroa da Polônia e o resto da Galícia para Liubartas, da família lituana Gediminas. No fim, já em meados do século XIV, o Reino da Polônia e o Grão-Ducado da Lituânia dividiram a região toda entre eles: o rei Casimiro III tomou a Galícia e a Volínia Ocidental, enquanto que a Volínia Oriental e Kiev passaram para o controle lituano (1352).
A partir daí, a maior parte da Voivodia da Rutênia passou a fazer parte do Reino da Polônia, onde permaneceu até a União de Lublin entre Polônia e Lituânia. A moderna cidade de Galícia localiza-se a 5 km de distância da Galícia, no local onde o porto ribeirinho da cidade velha estava localizado e onde o rei Liubartas construiu um castelo em 1367.
Pelo tratado firmado na União de Lublin em 1569, todo o antigo principado de Galícia-Volínia tornou-se parte da Polônia. Em 1772, a imperatriz Maria Teresa da Áustria (que era também a rainha da Hungria) reavivou as antigas reivindicações húngaras ao Reino da Galícia e Lodoméria (Regnum Galiciæ et Lodomeriæ) e usou-as para justificar a participação da Áustria na partição da Polônia.

## Subdivisões
- Principado da Galícia
  - Principado de Premíslia
  - Principado de Zvenyhorod
  - Principado de Trebovlia
- Principado da Volínia
  - Principado de Lutsk
  - Principado de Dorohobuzh
  - Principado de Peresopnytsia
- Principado de Belz
- Kholm (Lublim 1289–1302)
- Beréscia

### Por breves períodos
- Principado de Kiev (1230–1240)
- Principado de Turóvia (anos 1230)
- Rutênia Negra (1251–1276)
- Transcarpácia (1280–1320)

## Monarcas
- 1199–1205 - Romano, o Grande
- 1205–1214 - Crise política
  - 1205–1206 - Eufrósine Angelina (filha de Isaac II Ângelo) como regente para Daniel da Galícia
  - 1206–1211 - filhos de Igor, o Bravo
  - 1210 - Rostislau II de Quieve (curto período)
  - 1211–1212 - Mistislau, o Mudo, como regente para Daniel da Galícia
  - 1212–1214 - Revolta liderada pelo boiardo Volodislau Cormilchich
- 1214–1232 - Ocupação húngara, filhos de André II da Hungria
  - 1214–1220 - Colomano
  - 1220 - Revolta liderada por Mistislau, o Próspero
  - 1220–1232 - Andras da Galícia
- 1232–1235 - Daniel da Galícia
- 1235–1238 - filhos de Miguel de Czernicóvia
- 1238–1264 - Daniel da Galícia
- 1264–1269 - Poder compartilhado entre os descendentes de Daniel
  - 1264–1269 - Shvarn
  - 1264–1300 - Leão I da Galícia
- 1300–1308 - Jorge I da Galícia
- 1308–1323 - Poder dividido entre os descendentes de Jorge
  - 1308–1323 - Leão II da Galícia
  - 1308–1323 - André da Galícia
- 1323–1349 - crise política; governo de facto do boiardo Dmytro Detko
  - 1323–1325 - Vladimir I da Galícia
  - 1325–1340 - Boleslau Jorge da Mazovia
  - 1340–1349 - Liubartas

## Papel histórico
A "Crônica galícia-volíniana" foi o reflexo de um programa político da dinastia ruríquida que governava a Galícia-Volínia. O reino competia com outros Estados sucessores da Rússia de Kiev (principalmente o Principado de Vladimir-Susdália) pela herança kievana. De acordo com ela, o rei Daniel era o último monarca de Kiev antes da invasão mongol e, assim, os monarcas da Galícia-Volínia seriam os únicos sucessores legítimos do trono kievano. Até a derrocada do Estado da Galícia-Volínia, seus monarcas defenderam suas reivindicações sobre "todas as terras dos rus'".
Contrastante com as alegações seculares e políticas sobre a herança kievana, os monarcas galicianos não estavam preocupados com a sucessão religiosa, o que os diferenciava de seus rivais em Vladimir-Susdália, que buscavam - e conseguiram - controlar a Igreja kievana. Ao invés de brigar contra o domínio de Vladimir-Susdália sobre ela, os monarcas de Galícia-Volínia simplesmente solicitaram aos bizantinos uma Igreja separada e conseguiram.
Galícia-Volínia também diferia dos principados descendentes da Rússia de Kiev ao norte e leste por causa de suas relações com os vizinhos ocidentais. O rei Daniel alternou como aliado e rival da Polônia eslava e da Hungria parcialmente eslava. De acordo com o historiador George Vernadski, Galícia-Volínia, Polônia e Hungria pertenciam a um mesmo mundo "psicológico e cultural". A Igreja Católica Romana era vista como um vizinho e havia muitos casamentos entre as casas reais da Galícia e dos países católicos. Por outro lado, os ocidentais que Alexandre da Novogárdia encontrava eram os Cavaleiros Teutônicos, o tornava sua experiência com o ocidente especialmente hostil.